# 187 Strassenbande/Diskografie
Diese Diskografie ist eine Übersicht über die musikalischen Werke der deutschen Hip-Hop-Gruppe 187 Strassenbande. Den Schallplattenauszeichnungen zufolge hat sie bisher mehr als 2,7 Millionen Tonträger verkauft. Die erfolgreichste Veröffentlichung ist das Lied Millionär mit über 600.000 verkauften Einheiten.

## Alben

### Sampler
| Jahr | Titel Musiklabel                                    | Höchstplatzierung, Gesamtwochen, AuszeichnungChartplatzierungen (Jahr, Titel, Musiklabel, Platzierungen, Wochen, Auszeichnungen, Anmerkungen, Besetzung) | Höchstplatzierung, Gesamtwochen, AuszeichnungChartplatzierungen (Jahr, Titel, Musiklabel, Platzierungen, Wochen, Auszeichnungen, Anmerkungen, Besetzung) | Höchstplatzierung, Gesamtwochen, AuszeichnungChartplatzierungen (Jahr, Titel, Musiklabel, Platzierungen, Wochen, Auszeichnungen, Anmerkungen, Besetzung) | Anmerkungen                                             | Besetzung                                 |
| Jahr | Titel Musiklabel                                    | DE | AT | CH | Anmerkungen                                             | Besetzung                                 |
| ---- | --------------------------------------------------- | --- | --- | --- | ------------------------------------------------------- | ----------------------------------------- |
| 2009 | 187 Strassenbande Hamburg Crhyme Records (RTD • FR) | — | — | — | Erstveröffentlichung: 10. Juli 2009                     | AchtVier, Bonez MC, Gzuz, Mosh36 & Sa4    |
| 2011 | Der Sampler II Toprott Muzik (TM)                   | — | — | — | Erstveröffentlichung: 21. Januar 2011                   | AchtVier, Bonez MC, Gzuz, Mosh36 & Sa4    |
| 2015 | Der Sampler 3 187 Strassenbande (Distri)            | DE2 (3 Wo.)DE | AT16 (1 Wo.)AT | CH18 (1 Wo.)CH | Erstveröffentlichung: 30. Januar 2015                   | Bonez MC, Gzuz, Hasuna, LX, Maxwell & Sa4 |
| 2017 | Sampler 4 Auf!Keinen!Fall! (UMG)                    | DE1 ×3Dreifachgold · (73 Wo.)DE | AT1 Gold · (40 Wo.)AT | CH1 (13 Wo.)CH | Erstveröffentlichung: 17. Juli 2017 Verkäufe: + 307.500 | Bonez MC, Gzuz, LX, Maxwell & Sa4         |
| 2021 | Sampler 5 Vertigo Records (UMG)                     | DE1 (15 Wo.)DE | AT1 (18 Wo.)AT | CH1 (13 Wo.)CH | Erstveröffentlichung: 13. Mai 2021                      | Bonez MC, Gzuz, LX, Maxwell & Sa4         |

### EPs
| Jahr | Titel Musiklabel                                    | Höchstplatzierung, Gesamtwochen, AuszeichnungChartplatzierungen (Jahr, Titel, Musiklabel, Platzierungen, Wochen, Auszeichnungen, Anmerkungen, Besetzung) | Höchstplatzierung, Gesamtwochen, AuszeichnungChartplatzierungen (Jahr, Titel, Musiklabel, Platzierungen, Wochen, Auszeichnungen, Anmerkungen, Besetzung) | Höchstplatzierung, Gesamtwochen, AuszeichnungChartplatzierungen (Jahr, Titel, Musiklabel, Platzierungen, Wochen, Auszeichnungen, Anmerkungen, Besetzung) | Anmerkungen                                                                                         | Besetzung                                 |
| Jahr | Titel Musiklabel                                    | DE | AT | CH | Anmerkungen                                                                                         | Besetzung                                 |
| ---- | --------------------------------------------------- | --- | --- | --- | --------------------------------------------------------------------------------------------------- | ----------------------------------------- |
| 2015 | Der Sampler 3 – Bonus-EP 187 Strassenbande (Distri) | DE*DE | AT*AT | CH*CH | Erstveröffentlichung: 30. Januar 2015 * siehe Der Sampler 3                                         | Bonez MC, Gzuz, Hasuna, LX, Maxwell & Sa4 |
| 2016 | 187 Allstars EP Auf!Keinen!Fall! (UMG)              | DE52 (6 Wo.)DE | AT52 (1 Wo.)AT | CH23 (1 Wo.)CH | Erstveröffentlichung: 16. Dezember 2016 auch als Teil des Boxsets Tannen aus Plastik veröffentlicht | Bonez MC, Gzuz, LX, Maxwell & Sa4         |

## Singles
| Jahr | Titel Album                        | Höchstplatzierung, Gesamtwochen, AuszeichnungChartplatzierungen (Jahr, Titel, Album, Platzierungen, Wochen, Auszeichnungen, Anmerkungen, Besetzung) | Höchstplatzierung, Gesamtwochen, AuszeichnungChartplatzierungen (Jahr, Titel, Album, Platzierungen, Wochen, Auszeichnungen, Anmerkungen, Besetzung) | Höchstplatzierung, Gesamtwochen, AuszeichnungChartplatzierungen (Jahr, Titel, Album, Platzierungen, Wochen, Auszeichnungen, Anmerkungen, Besetzung) | Anmerkungen                                                                              | Besetzung                                   |
| Jahr | Titel Album                        | DE | AT | CH | Anmerkungen                                                                              | Besetzung                                   |
| --- | ---------------------------------- | --- | --- | --- | ---------------------------------------------------------------------------------------- | ------------------------------------------- |
| 2017 | 100k –                             | — | — | — | Erstveröffentlichung: 29. Januar 2017                                                    | Bonez MC, Gzuz & Maxwell                    |
| 2017 | Mit den Jungz Sampler 4            | DE11 Platin · (11 Wo.)DE | AT45 (3 Wo.)AT | CH62 (1 Wo.)CH | Erstveröffentlichung: 11. Juli 2017 Verkäufe: + 400.000                                  | Bonez MC, Gzuz & LX                         |
| 2021 | Paradies Sampler 5                 | DE2 (7 Wo.)DE | AT4 (6 Wo.)AT | CH9 (4 Wo.)CH | Erstveröffentlichung: 22. Januar 2021                                                    | Bonez MC, Gzuz & Sa4                        |
| 2021 | Keiner kann mich ficken! Sampler 5 | DE3 (4 Wo.)DE | AT12 (2 Wo.)AT | CH20 (2 Wo.)CH | Erstveröffentlichung: 25. Februar 2021                                                   | Gzuz                                        |
| 2021 | Verpennt Sampler 5                 | DE8 (5 Wo.)DE | AT7 (4 Wo.)AT | CH12 (3 Wo.)CH | Erstveröffentlichung: 25. März 2021                                                      | Bonez MC, LX & Sa4                          |
| 2021 | Extasy Sampler 5                   | DE1 Platin · (17 Wo.)DE | AT3 (10 Wo.)AT | CH11 (5 Wo.)CH | Erstveröffentlichung: 6. Mai 2021 Verkäufe: + 400.000; feat. Frauenarzt                  | Bonez MC                                    |
| 2021 | Vielen Dank –                      | DE5 (5 Wo.)DE | AT4 (4 Wo.)AT | CH11 (3 Wo.)CH | Erstveröffentlichung: 20. Mai 2021                                                       | Bonez MC, LX, Maxwell & Sa4                 |
| 2024 | 187 Allstars 2024 –                | DE87 (1 Wo.)DE | — | — | Erstveröffentlichung: 19. Dezember 2024                                                  | AchtVier, Bonez MC, Gzuz, LX, Maxwell & Sa4 |
| Folgende Lieder erschienen nicht als Single, wurden aber durch das Album zum Download und Streaming bereitgestellt und konnten somit eine Platzierung erlangen: |                                    | | | |                                                                                          |                                             |
| |                                    | | | |                                                                                          |                                             |
| 2016 | 10 Jahre 187 Allstars EP           | DE24 Gold · (9 Wo.)DE | — | CH52 (1 Wo.)CH | Charteinstieg: 23. Dezember 2016 Videoauskopplung: 29. Dezember 2016 Verkäufe: + 200.000 | Bonez MC, Gzuz, LX, Maxwell & Sa4           |
| 2016 | Großes Kaliber 187 Allstars EP     | DE40 (1 Wo.)DE | — | — | Charteinstieg: 23. Dezember 2016 feat. Kontra K                                          | Bonez MC & Gzuz                             |
| 2016 | Lebenslauf 187 Allstars EP         | DE53 (1 Wo.)DE | — | — | Charteinstieg: 23. Dezember 2016                                                         | Bonez MC & Gzuz                             |
| 2016 | Meine Sprache 187 Allstars EP      | DE60 (1 Wo.)DE | — | CH94 (1 Wo.)CH | Charteinstieg: 23. Dezember 2016 feat. RAF Camora                                        | Bonez MC, Gzuz & Sa4                        |
| 2016 | Wieder vereint 187 Allstars EP     | DE61 (1 Wo.)DE | — | — | Charteinstieg: 23. Dezember 2016                                                         | LX & Maxwell                                |
| 2017 | Millionär Sampler 4                | DE2 ×3Dreifachgold · (18 Wo.)DE | AT29 (7 Wo.)AT | CH32 (6 Wo.)CH | Charteinstieg: 21. Juli 2017 Verkäufe: + 600.000                                         | Bonez MC & Gzuz                             |
| 2017 | High Life Sampler 4                | DE30 Gold · (5 Wo.)DE | AT67 (2 Wo.)AT | — | Charteinstieg: 21. Juli 2017 Verkäufe: + 200.000; feat. RAF Camora                       | Bonez MC, Gzuz & Maxwell                    |
| 2017 | Sitzheizung Sampler 4              | DE35 Gold · (5 Wo.)DE | — | — | Charteinstieg: 21. Juli 2017 Verkäufe: + 200.000                                         | Bonez MC & Gzuz                             |
| 2017 | 100er Batzen Sampler 4             | DE45 (4 Wo.)DE | — | — | Charteinstieg: 21. Juli 2017 Videoauskopplung: 8. August 2017                            | Bonez MC, Gzuz, LX & Sa4                    |
| 2017 | Lächeln Sampler 4                  | DE53 Gold · (3 Wo.)DE | — | — | Charteinstieg: 21. Juli 2017 Verkäufe: + 200.000                                         | Bonez MC                                    |
| 2017 | 30er Zone Sampler 4                | DE59 (3 Wo.)DE | — | — | Charteinstieg: 21. Juli 2017                                                             | LX, Maxwell & Sa4                           |
| 2017 | 24/7 Sampler 4                     | DE60 (2 Wo.)DE | — | — | Charteinstieg: 21. Juli 2017                                                             | LX                                          |
| 2017 | Zeit ist Geld Sampler 4            | DE61 (2 Wo.)DE | — | — | Charteinstieg: 21. Juli 2017                                                             | Bonez MC, Gzuz & Sa4                        |
| 2017 | Was ist passiert?! Sampler 4       | DE72 (2 Wo.)DE | — | — | Charteinstieg: 21. Juli 2017                                                             | Bonez MC, Gzuz & LX                         |
| 2017 | Meine Message Sampler 4            | DE75 (2 Wo.)DE | — | — | Charteinstieg: 21. Juli 2017                                                             | Maxwell                                     |
| 2017 | Intro Sampler 4                    | DE77 (2 Wo.)DE | — | — | Charteinstieg: 21. Juli 2017                                                             | LX, Maxwell & Sa4                           |
| 2017 | Ballermann Sampler 4               | DE81 (2 Wo.)DE | — | — | Charteinstieg: 21. Juli 2017                                                             | Bonez MC, Gzuz & LX                         |
| 2017 | 10 Dinger Sampler 4                | DE84 (2 Wo.)DE | — | — | Charteinstieg: 21. Juli 2017                                                             | LX & Maxwell                                |
| 2017 | International Sampler 4            | DE98 (2 Wo.)DE | — | — | Charteinstieg: 21. Juli 2017                                                             | Sa4                                         |
| 2021 | Alles nach Plan Sampler 5          | DE5 (7 Wo.)DE | AT4 (6 Wo.)AT | CH14 (3 Wo.)CH | Charteinstieg: 21. Mai 2021                                                              | Bonez MC, Gzuz & Maxwell                    |
| 2021 | Täter intensiv Sampler 5           | — | AT26 (1 Wo.)AT | CH55 (1 Wo.)CH | Charteinstieg: 23. Mai 2021 feat. Temsa7                                                 | Bonez MC & Gzuz                             |

## Musikvideos
| Jahr | Titel                    | Regie                     |
| ---- | ------------------------ | ------------------------- |
| 2014 | Schnapp!                 | Bonez MC                  |
| 2014 | Freitag                  |                           |
| 2014 | Gefährlich               | Bonez MC                  |
| 2014 | Compton                  | Bonez MC                  |
| 2015 | Kein Problem             |                           |
| 2015 | Es rollt wieder          |                           |
| 2016 | 10 Jahre                 | Akita Productions         |
| 2017 | Mit den Jungz            | Christoph Szulecki        |
| 2017 | 100er Batzen             | Christoph Szulecki        |
| 2021 | Paradies                 | Bonez MC, Pascal Kerouche |
| 2021 | Keiner kann mich ficken! | Shaho Casado              |
| 2021 | Verpennt                 | Bonez MC, Pascal Kerouche |
| 2021 | Extasy                   | Bonez MC, Pascal Kerouche |

## Promoveröffentlichungen
| Jahr | Titel Album     | Anmerkungen                         |
| ---- | --------------- | ----------------------------------- |
| 2014 | Allstars 2014 – | Erstveröffentlichung: 2014          |
| 2015 | Marioana –      | Erstveröffentlichung: 18. März 2015 |

| Jahr | Titel Album                 | Anmerkungen                                                                        |
| ---- | --------------------------- | ---------------------------------------------------------------------------------- |
| 2017 | Sampler 4 Snippet Sampler 4 | Erstveröffentlichung: 28. Juni 2017                                                |
| 2021 | Sampler 5 Snippet Sampler 5 | Erstveröffentlichung: 17. April 2021 #16 der Single-Trend-Charts am 30. April 2021 |

## Sonderveröffentlichungen

### Lieder
| Jahr | Titel Album                 | Anmerkungen                                                            |
| ---- | --------------------------- | ---------------------------------------------------------------------- |
| 2015 | Es rollt wieder Taxi Driver | Erstveröffentlichung: 3. Juli 2015 P.M.B. feat. 187 Strassenbande      |
| 2021 | Kapuze im Club Zukunft      | Erstveröffentlichung: 16. Juli 2021 RAF Camora feat. 187 Strassenbande |

### Videoalben
| Jahr | Titel Musiklabel            | Anmerkungen                                                       |
| ---- | --------------------------- | ----------------------------------------------------------------- |
| 2008 | 187 DVD Selbstverlag        | Erstveröffentlichung: 14. November 2008 Verkäufe: 100 (limitiert) |
| 2009 | Die zweite DVD Selbstverlag | Erstveröffentlichung: 22. Dezember 2009 limitiert                 |

## Statistik

### Chartauswertung
|                     | DE    | AT    | CH    |
| ------------------- | ----- | ----- | ----- |
| Nummer-eins-Alben   | DE2DE | AT2AT | CH2CH |
| Top-10-Alben        | DE3DE | AT2AT | CH2CH |
| Alben in den Charts | DE4DE | AT4AT | CH4CH |

|                       | DE     | AT     | CH     |
| --------------------- | ------ | ------ | ------ |
| Nummer-eins-Singles   | DE1DE  | AT—AT  | CH—CH  |
| Top-10-Singles        | DE7DE  | AT5AT  | CH1CH  |
| Singles in den Charts | DE27DE | AT10AT | CH11CH |

### Auszeichnungen für Musikverkäufe
Das Lied Schnapp! (Gzuz feat. LX) wurde weder als Single veröffentlicht, noch konnte es sich aufgrund von hohen Download- oder Streamingzahlen in den Charts platzieren. Dennoch erhielt das Lied eine Goldene Schallplatte für über 200.000 verkaufte Einheiten in Deutschland.

Anmerkung: Auszeichnungen in Ländern aus den Charttabellen bzw. Chartboxen sind in ebendiesen zu finden.
| Land/RegionAuszeichnungen für Musikverkäufe (Land/Region, Auszeichnungen, Verkäufe, Quellen) | Gold     | Platin     | Verkäufe  | Quellen           |
| -------------------------------------------------------------------------------------------- | -------- | ---------- | --------- | ----------------- |
| Deutschland (BVMI)                                                                           | 7× Gold7 | 4× Platin4 | 2.700.000 | musikindustrie.de |
| Österreich (IFPI)                                                                            | Gold1    | —          | 7.500     | ifpi.at           |
| Insgesamt                                                                                    | 8× Gold8 | 4× Platin4 |           |                   |